# Helicia acutifolia
Helicia acutifolia är en tvåhjärtbladig växtart som beskrevs av Herman Otto Sleumer. Helicia acutifolia ingår i släktet Helicia och familjen Proteaceae. Inga underarter finns listade i Catalogue of Life.